# Joséphine-Charlotte (métro de Bruxelles)
 (août 2025).
Si vous disposez d'ouvrages ou d'articles de référence ou si vous connaissez des sites web de qualité traitant du thème abordé ici, merci de compléter l'article en donnant les références utiles à sa vérifiabilité et en les liant à la section « Notes et références ».
Pour l’article homonyme, voir Joséphine-Charlotte de Belgique.
Joséphine-Charlotte est une station de la ligne 1 du métro de Bruxelles, située dans la commune de Woluwe-Saint-Lambert.

## Situation
La station se trouve à proximité du square Joséphine-Charlotte.
Elle est située entre les stations Montgomery et Gribaumont sur la ligne 1.

## Historique
La station est mise en service le 20 septembre 1976.[réf. nécessaire]
En 1979, la station Joséphine-Charlotte est décorée par Serge Vandercam et Joseph Noiret, « dont l’œuvre combine les formes éclatées du peintre au lyrisme du poète », selon un critique.
En mars 1993, Joséphine-Charlotte devient la huitième station du réseau de métro équipée de braille pour les usagers aveugles.
En 2010, la station enregistre la fréquentation la plus faible du réseau de métro bruxellois entier avec 3 800 voyageurs journaliers.
En août 2013, Bruxelles Mobilité (nl), l'administration régionale des travaux, entame l'installation d'un ascenseur dans le cadre du programme d'accessibilité des stations de métro aux personnes à mobilité réduite.
En avril 2017 la station est équipée d'un réseau wifi gratuit.
En novembre 2018, la STIB installe des lecteurs de carte MOBIB aux portiques de sortie pour lutter contre la fraude.
En 2020, la station Joséphine-Charlotte fait partie des 2 % de stations portant un nom féminin dans l’ensemble du réseau STIB.
Fin 2022-début 2023, la station est concernée par des nuisances de vibrations liées à des roues de mauvaise qualité sur de nouvelles rames, affectant plusieurs quartiers proches des lignes 1 et 5.

## Service aux voyageurs

### Accès
La station compte trois accès :
- Accès no 1 : situé square Joséphine-Charlotte (accompagné d'un escalator et d'un ascenseur à proximité) ;
- Accès no 2 : situé côté nord de l'avenue de Brocqueville ;
- Accès no 3 : situé côté sud de l'avenue de Brocqueville (accompagné d'un escalator).

### Quais
La station est de conception classique avec deux voies encadrées par deux quais latéraux.

### Intermodalité
La station n'est pas desservie par les autobus et les tramways.

## À proximité
- Avenue de Tervueren